# AIM Vicenza
AIM Vicenza (sigla di Aziende Industriali Municipali) è stata una società per azioni del Comune di Vicenza operante nei settori della distribuzione e del trading, del calore e delle reti tecnologiche, dell'igiene ambientale e del verde pubblico, della manutenzione del patrimonio immobiliare e monumentale della città.
AIM Vicenza ha fornito servizi alla città di Vicenza di distribuzione gas ed energia elettrica, igiene ambientale, teleriscaldamento, telecomunicazioni, sosta e parcheggi, manutenzione case popolari, immobili comunali, cimiteri, aree verdi, strade e segnaletica nonché alcuni servizi nei comuni della cintura urbana. 

## Storia
L'azienda (denominata Aziende Industriali Municipalizzate) nacque nel 1906 per volontà del Comune (che la controlla tuttora al 100%) il quale decise di cedere ad una società unica i servizi di luce, acqua e gas. Il settore illuminazione era gestito dal 1845 dalla lionese Société civile d'éclairage par le gaz des villes de Padove, Vicenze et Trévise. I settori luce e gas erano strettamente collegati in quanto l'illuminazione pubblica veniva garantita attraverso lanterne a gas mentre il settore acqua aveva una copertura ridotta (vista anche la presenza di fontane e pozzi autonomi dai quali i vicentini si rifornivano).
Nel 1910 AIM prese in gestione la rete tranviaria di Vicenza e in seguito quella filoviaria, nel corso degli anni riconvertite in linee di trasporto su gomma.
Nel 1981 all'azienda fu affidato anche il servizio di raccolta rifiuti. Nel 1994 AIM iniziò a gestire il servizio sosta e nel 1995 anche quello di fognatura e depurazione.
Al compimento dei 90 anni nel 1996, l'azienda ha assunto una nuova denominazione (da Municipalizzate a Municipali) con propria autonomia giuridica e soggettività tributaria. Nel 2000 è diventata società per azioni con nuova denominazione (AIM Vicenza S.p.A.) e un nuovo logo. Nel 2005 AIM è diventata una holding con diverse società collegate.
Nel 2006 l'azienda ha festeggiato i 100 anni con il nuovo motto Yes, Aim (dalla duplice lettura "Sì, Aim" o "Sì, io sono" giocando sul fatto che la sigla AIM può essere letta anche Aiemme simile allo "I am" inglese), ma l'anno successivo si trovò a fronteggiare un grosso buco di bilancio dovuto a errate scelte gestionali. L'allora sindaco Enrico Hüllweck azzerò il CdA nominando Mauro Zanguio come amministratore unico straordinario. La nuova giunta comunale, dopo un anno di amministrazione controllata, ha nominato un nuovo CdA guidato dal presidente Roberto Fazioli. Sono partite nuove strategie di rilancio aziendale e alcune vere e proprie rivoluzioni (come la fusione di AMCPS in AIM) che hanno contribuito a riportare il bilancio societario in attivo.
Il 12 novembre 2015 è stata approvata la fusione tra AIM Mobilità e FTV (gestore del servizio di trasporto pubblico interurbano), che sono poi confluite in una nuova società chiamata SVT, Società Vicentina Trasporti, a partire dal 1º marzo 2016..
Il 29 ottobre 2018 il socio Comune di Vicenza, ha nominato amministratore unico Gianfranco Vivian. 
Il 1º gennaio 2021, AIM Vicenza si è fusa con AGSM Verona, dando vita al Gruppo AGSM AIM.